# Hadena limbanensis
Hadena limbanensis är en fjärilsart som beskrevs av Embrik Strand 1922. Hadena limbanensis ingår i släktet Hadena och familjen nattflyn. Inga underarter finns listade i Catalogue of Life.